# Casal a la plaça de la Constitució, 1 (Llardecans)
El Casal a la plaça de la Constitució, 1 és una obra de Llardecans (Segrià) inclosa a l'Inventari del Patrimoni Arquitectònic de Catalunya.

## Descripció
Habitatge entre mitgeres interessant pel dibuix que li resta sobre la pedra clau de l'arc de l'entrada. És una pedra quadrangular, que possiblement procedia de la casa anterior, i ha estat buidada fent un motiu vegetal entre un arc de mig punt amb columnes. És una mostra d'art popular. La façana és pura i molt senzilla i s'han retocat la cornisa i el portal dovellat de l'entrada.